# Ziua Z: Apocalipsa
Ziua Z: Apocalipsa (titlu original în engleză: World War Z) este un film apocaliptic de groază regizat de Marc Forster după un scenariu de Matthew Michael Carnahan. Se bazează pe un roman omonim de Max Brooks. Brad Pitt este Gerry Lane, un lucrător ONU care caută de-a lungul globului informații care pot opri răspândirea zombilor și căderea națiunilor.
Filmul a avut premiera la 2 iunie 2013 la Londra și a fost programat să apară în deschiderea ediției a 35-a a Festivalului Internațional de Film de la Moscova. În Statele Unite premiera a fost la 21 iunie 2013 în cinematografe 2D și RealD 3D.

## Povestea
Era o zi cam aglomerată în orașul Philadelphia, unde într-o casă locuia fostul agent ONU Gerry și soția sa Karin împreună cu cele 2 fiice ale lor. În acea zi totul părea o zi foarte ciudată și foarte multe știri. Familia s-a decis să plece în oraș dar o aglomerație le încurcă călătoria. Dintr-odată o motocicletă de poliție îi agață oglinda și 3 elicoptere văzute pe cer. Și apăruse o mașină de gunoi secerând coada de mașini și Gerry o băgaseră în a 5-cea. Într-o intersecție mașina a fost proiectată pe asfalt și toți au ieșit cu răni ușoare. Și numai un virus care se numea molima făcea din oameni, zombi. Cum n-au avut de ales, toți s-au urcat într-o rulotă abandonată și au fugit dar a trebuit să plece spre cel mai apropiat supermarket din oraș. Acolo au luat provizii și rulota lor a fost furată. S-au adăpostit în bloc. Acolo au fost întâmpinați de o familie modestă.

## Distribuție
- Brad Pitt este Gerry Lane, un fost investigator ONU rechemat la datorie pentru a investiga pandemia de-a lungul globului în căutarea pacientului zero și a unui leac.[8]
- Mireille Enos este Karin Lane, soția lui Gerry cu care are doi copii.[9]
- Fana Mokoena este Thierry Umutoni, secretar-general adjunct al ONU.
- Daniella Kertesz⁠(ebraică)[traduceți] este soldatul israelian "Segen" care îl însoțește pe Gerry când acesta părăsește Israelul.
- James Badge Dale este căpitan Speke, un soldat american aflat la  Camp Humphreys, Coreea de Sud.[10]
- David Morse este Gunter Haffner, fost agent CIA închis la Camp Humphreys pentru că ar fi vândut arme către Coreea de Nord.[11]
- Ludi Boeken este Jurgen Warmbrunn, agent Mossad responsabil pentru pregătirea apărării Israelului contra valului de zombi.
- Matthew Fox este un USAF Parajumper trimis de Thierry Umutoni pentru a salva familia Lane.[12]
- Abigail Hargrove este Rachel Lane, fiica mai mare a lui Gerry și Karin.[13]
- Sterling Jerins este Constance Lane, fiica mai mică a lui Gerry și Karin.
- Fabrizio Zacharee Guidoas este Tommy, un tânăr băiat care este salvat de Lane în Newark după ce familia acestuia le oferise un loc în apartamentul lor de-a lungul nopții.

În plus, Peter Capaldi, Pierfrancesco Favino, Ruth Negga și Moritz Bleibtreu interpretează rolurile cercetătorilor de la WHO. Ernesto Cantu și Vicky Araico sunt părinții lui Tommy, David Andrews este căpitanul US Navy Mullenaro, Elyes Gabel este Fassbach, Grégory Fitoussi este un pilot de pe C130, Lucy Aharish interpretează rolul unei tinere femei palestiniene, iar Julia Levy-Boeken este un refugiat israelian.

## Legături externe
- http://www.cinemagia.ro/filme/world-war-z-3d-486857/
- Site web oficial
- Ziua Z: Apocalipsa la Internet Movie Database